# Levins Mühle (Oper)
Levins Mühle ist eine Oper in neun Szenen von Udo Zimmermann (Musik) mit einem Libretto von Ingo Zimmermann nach Johannes Bobrowskis Roman Levins Mühle. 34 Sätze über meinen Großvater. Die Uraufführung fand am 27. März 1973 im Großen Haus des Staatstheaters Dresden statt.

## Handlung
Die Handlung spielt in Westpreußen im Jahr 1874. Der reiche deutsche Mühlenbesitzer Johann hat durch Öffnung seiner Schleusentore die Mühle seines jüdischen Konkurrenten Levin zerstört. Seine Tat ist offensichtlich, lässt sich aber nicht beweisen. Levins Klage wird von der korrupten Obrigkeit zurückgewiesen. Er findet jedoch Unterstützung bei den armen polnischen Einwohnern des Orts, Zigeunern und Zirkusleuten. Bei Johanns Siegesfeier im Gasthaus trägt der Liedersänger Weiszmantel ein entlarvendes Lied vor und provoziert einen Tumult, in dem Johann und die „bessere Gesellschaft“ den Kürzeren ziehen. Der moralisch entlarvte Johann gibt seine Mühle auf und verlässt das Dorf. Levin und Weiszmantel können einer Verhaftung entgehen.
Die folgende Inhaltsangabe basiert auf den Opernführern von Sigrid Neef, Peter Czerny und Ernst Krause, den Szenenbeschreibungen im Tamino Klassikforum und dem Video-Mitschnitt der Dresdner Aufführung von 1974.

### Erstes Bild: Wegkreuzung vor Neumühl (Drewenzwiesen)
Szene 1. Korrinth und Nieswandt, zwei polnische Arbeiter, karren Bretter und Bohlen der durch ein Unglück zerstörten Wassermühle des Juden Leo Levin zu ihrem Herrn, dem deutschen Mühlenbesitzer Johann. Es ist ein offenes Geheimnis in Neumühl, dass Johann selbst für die Vernichtung der Mühle verantwortlich ist. Er hatte in der Nacht die Schleusen seines Wehrs geöffnet, um die Geschäfte seines Konkurrenten übernehmen zu können. Die Knechte sind wütend über diese Tat.
Szene 2. Der Zigeuner Habedank und der fremde Liedersänger Weiszmantel erfahren von der Zerstörung der Mühle. Korrinth ruft aus, dass das Wasser „nicht von selber“ gekommen sei. Die Arbeiter ziehen weiter.
Szene 3. Weiszmantel glaubt nicht an ein Unglück. Es war allgemein bekannt, dass die Bauern lieber zu Levin als zu Johann gingen. Levin hatte gut für das Getreide der Bauern bezahlt, während Johann Mahlgeld forderte. Letzterer hatte also ein gutes Motiv. Weiszmantel dichtet zu einer alten Melodie ein Lied über das Geheimnis vom „Großen Wasser“: „Großes Wunder hat gegeben, Moses wollt am Wasser leben. Großes Wasser ist gekommen, Hat ihn gleich davongeschwommen.“

### Zweites Bild: In Habedanks Kaluse
Szene 1. Habedank hat den nun obdachlosen Levin, den Geliebten seiner Tochter Marie, bei sich aufgenommen. In einem Traum erlebt Levin den Verlust seiner Mühle noch einmal.
Szene 2. Habedank erzählt Marie und Levin von Weiszmantel, der sich zum Zirkusdirektor Scarletto begeben habe. Marie hofft, dass der Zirkus auch zu ihnen kommen werde. Habedank ist der Ansicht, dass Geld die Ursache von Ungerechtigkeit und Bosheit in der Welt sei. Wer viel habe, wolle immer noch mehr. Marie versteht nicht, warum die Güter so ungerecht verteilt sind. Habedank zieht sich zur Nacht zurück.
Szene 3. Levin gesteht Marie, dass auch er nach Gewinn gestrebt habe und wenigstens für eine Weile reich sein wollte. Marie drängt ihn, den Rat ihrer Tante Huse zu befolgen und das Gericht in Briesen anzurufen. Die Einwohner Neumühls würden ihn sicher als Zeugen unterstützen. Levin sieht jedoch keine Hoffnung auf Erfolg. Beide erinnern sich an bessere Zeiten, seine Beliebtheit bei den Armen und seinen Erfolg im Geschäft. Marie ringt um ihren Geliebten, der ihr wichtiger als Reichtum. Levin resigniert jedoch, und Marie verlässt das Zimmer mit dem verzweifelten Ausruf „Du bist mein Liebster nicht mehr!“

### Drittes Bild: Tauffeier in Johanns Haus
Szene 1. Die Taufe von Johanns Enkelkind findet in seinem eigenen Haus statt. Er hat dazu die „bessere Gesellschaft“ eingeladen. Ein Männerchor singt deutsche Lieder. Pfarrer Glinski zitiert aus dem 37. Psalm: „Bleibe fromm und halte dich recht, denn nur solchen wird es wohlergehen.“ Johann lädt ihn ein, am Essen teilzunehmen.
Szene 2. Beim Essen versucht Johann, die Gesellschaft für den bevorstehenden Prozess auf seine Seite zu ziehen. Er beeindruckt die deutschen „Volksgenossen“ mit patriotischen Reden und Hochrufen auf das Kaiserhaus.
Szene 3. Zwei Musikanten treten ein: Habedank mit seiner Geige und der entlassene Lehrer Willuhn mit einem Akkordeon. Willuhn hat weder beim Pfarrer noch bei Johann einen guten Ruf. Glinski meint, er sei seit seiner Entlassung nicht mehr in die Kirche gekommen und ziehe jetzt mit dem Zigeuner herum.
Szene 4. Habedank und Willuhn spielen zum Tanz auf. Johanns Schwiegervater, der schwerhörige Fagin, beschwert sich bei seiner Tochter Christina darüber, dass Johann nur noch mit dem Pfarrer spreche. Als Christina ihm erklärt, dass es um den Prozess wegen Levins Mühle gehe, meint Fagin lediglich, Levin solle nach Russland abhauen. Unterdessen verspricht Johann dem Pfarrer Geld für das Kirchendach. Willuhn stimmt einen polnischen Volkstanz („Oberek“) an. Frau Kossakowski erinnert sich zudem an frühere nächtelange Polonaisen. Der inzwischen angetrunkene Johann bereitet dem Tanz ein Ende: „Schluss mit der Polackerei“. Habedank soll stattdessen etwas Deutsches spielen.
Szene 5. Bei dem Lied „Üb’ immer Treu’ und Redlichkeit!“ macht sich Johanns eigenes Gewissen bemerkbar. Er halluziniert von seinen Opfern, dem „Jud“ Levin und dessen „Pack“, dem „Ungeziefer“, das er „zertreten“ wolle. Dann bricht er vollends zusammen. Alle versammeln sich erschrocken um ihn.

### Viertes Bild: In Rosinkes kleiner Gaststube
Szene 1. An einem der Tische unterhalten sich Habedank, Willuhn, Nieswandt und Korrinth; am Nachbartisch trinken die deutschen Bauern Kossakowski und Tomaschewski miteinander; an einem dritten Tisch sitzt der deutsche Kaplan Rogalla. Habedank und Willuhn fordern Nieswandt und Korrinth auf, im Gerichtsprozess für Levin auszusagen. Die beiden fürchten jedoch um ihre Arbeitsstelle, falls sie sich gegen Johann wenden sollten.
Szene 2. Levin erscheint und setzt sich zu den Polen. Kossakowski und Tomaschewski stören sich an deren verschwörerischem Tuscheln. Der Gastwirt Rosinke schickt seine Frau zu Johann, um diesen zu benachrichtigen.
Szene 3. Johann stürmt herein und kündigt seinen Arbeitern unter dem Vorwand, seine Mühle verkommen zu lassen: „Am 15. gibt’s euren Lohn, und dann haut ihr ab, verstanden?“ Als Nieswandt und Korrinth protestieren, wirft er sie aus dem Lokal. Zudem verbietet Johann Rosinke, Levin zu bedienen. Auch dieser verlässt zusammen mit Habedank die Stube.
Szene 4. Der deutsche Kaplan Rogalla ist empört über das Verhalten der deutschen Herren. Ihm „schmeckt der Wein in dieser Gesellschaft nicht mehr.“ Als Johann ihn an seine „Aufgabe als Deutscher“ erinnert, entgegnet er: „Haben wir das? Ich bin da nicht sicher.“ Er folgt den Polen hinaus. Willuhn schließt sich ihm an, da nun auch „der letzte Mensch“ gegangen sei. Johann ruft ihm nach: „Ich krieg' euch noch alle!“

### Fünftes Bild: Im Kreisgericht zu Briesen
Szene 1. Die Parteigänger des Klägers Levin und des Angeklagten Johann diskutieren angeregt (aleatorische Sprech- und Flüsterchöre). Den Vorsitz hat der korrupte Kreisrichter Nebenzahl. Seinen Gegenpart bildet Maries unbestechliche Tante Huse, die Johann offen beschuldigt, seine Schleuse geöffnet zu haben. Während des darauffolgenden Tumults zwischen den beiden Parteien tritt der Richter ein. Justizsekretär Bonikowskis Glocke wird überhört. Erst Tante Huses Eingreifen sorgt für Ruhe im Saal.
Szene 2. Nach der Eröffnung der Verhandlung durch Nebenzahl trägt Levin seine Klage vor. Johann leugnet alles.
Szene 3. Als Korrinth und Nieswandt zögernd gegen Johann aussagen, fordert Johann sie auf, ihr „Maul zu halten“ und beschimpft sie als „Undankbares Gesindel“.
Szene 4.  Tante Huse hält eine mutige Rede, um Johanns Verschlagenheit zu entlarven. Nebenzahl fordert sie zum Schweigen auf und erklärt, dass „ihre Darlegungen […] für das Gericht ohne jeden Wert“ seien.
Szene 5. Nebenzahl lässt sich von Johann bestätigen, das Korrinth und Nieswandt von ihm entlassen wurden. Dies wertet er als Beweis für die Befangenheit der Zeugen, die damit abgelehnt werden. Obwohl Levin weiterhin auf seinem Recht besteht, spricht Nebenzahl Johann frei. Dessen Anhänger jubeln. Johann lädt alle zur Siegesfeier ins Deutsche Haus ein und fordert auch Scarlettos gerade vorbeiziehende Zigeunertruppe auf, am Sonntag nach Neumühl zu kommen.

### Sechstes Bild: In Habedanks Kaluse
Szene 1. Marie streut singend Kalmus auf dem Boden aus.
Szene 2. Nach der Verhandlung hat Levin erkannt, dass sein Recht nicht das der Reichen ist. Er flüchtet sich in die Arme von Marie und teilt ihr mit, dass sein Vater ihm geschrieben und geraten habe, nach Różan zurückzukehren. Da Marie nicht dorthin ziehen möchte („Du gehörst dort nicht mehr hin“), verspricht er glücklich, im Ort zu bleiben.
Szene 3. Habedank, Weiszmantel, Willuhn und die Zigeuner von Scarlettos Zirkus treffen ein, darunter die Tänzerin Antonja, der Jongleur Emilio und die kleine Antonella. Sie musizieren, jonglieren, tanzen und singen fröhlich.
Szene 4. Der Dorfgendarm Adam überprüft die Papiere der Zigeunertruppe, die sich als unzureichend erweisen: Sie haben keine Aufenthalts- oder Gewerbeerlaubnis. Erst als Scarletto auf die persönliche Einladung Johanns hinweist, zieht Adam wieder ab. Er will Erkundigungen einziehen.
Szene 5. Weiszmantel erkundigt sich nach Levins Plänen. Levin erklärt, dass er keine Mühle mehr betreiben wolle: „Sie werden es nicht mehr erleben, der Johann und seine Art, dass ich es ihnen gleichtue.“ Weiszmantel stimmt den Freiheitsgesang des zehn Jahre zuvor niedergeschlagenen polnischen Aufstands an. Die anderen fallen nacheinander in das Lied ein.

### Siebtes Bild: In Rosinkes großer Gaststube
Szene 1. Vor Johanns Siegesfeier warten Habedank, Willuhn und Weiszmantel auf der Bühne, während Rosinke mit dem Gendarmen darauf achtet, dass nur die „besseren“ Leute herein kommen. Johanns Anhänger gratulieren zum gewonnenen Prozess. Johann tritt gut gelaunt nach vorne, um die Zigeuner vorzustellen. Diesen Moment nutzen einige Angehörige der „unteren Schichten“ aus, um in den Raum einzudringen. Rosinke und Adam drängen die Störenfriede mühsam wieder in den Vorraum zurück. Provokative Äußerungen Weiszmantels und Willuhns lassen die Gesellschaft kaum zur Ruhe kommen.
Szene 2. Die Zirkusvorstellung beginnt. Antonjas Tanz und Emilios Jonglierkünste erhalten Beifall. Beim Auftritt des von Antonella hereingetragenen „Wunderhuhns“ Francesca wirft Fagin jedoch ein Glas nach ihr. Tumulte entstehen. Diese Gelegenheit nutzen Korrinth und Nieswandt, um durch ein Fenster in den Saal einzudringen. Sie provozieren Johann und Christina. Scarletto kündigt Weiszmantel als „vielgereisten Gesangskünstler“ mit einem eigenen Lied an.
Szene 3. Weiszmantel singt das Lied „vom großen Wunder und vom großen Wasser“. Jeder weiß, wovon es handelt. Immer mehr der armen Leute dringen ein. Sie erinnern Johann mit den Worten „Hei, hei, hei, geht sich Staudamm nachts entzwei“ an sein Verbrechen und behalten im folgenden Handgemenge die Oberhand. Zusammen mit den Zigeunern gelingt es ihnen, die „feine Gesellschaft“ aus dem Raum zu treiben. Anschließend kommentieren sie überrascht ihren Sieg: „Etwas ganz Neues in Neumühl“. Levin meint: „Es gibt sone und solche. Da muss man wissen, wozu man gehört.“

### Achtes Bild: In Johanns Haus
Szene 1. Johann ist zutiefst empört über den Vorfall. Er will Levin und Weiszmantel wegen antideutscher Aktion, Verhetzung und Aufruhr festnehmen lassen. Doch sein Gewissen lässt ihm keine Ruhe. In seinem Wahn bildet er sich ein, dass die Dorfbewohner in sein Anwesen eindringen und Feuer legen.
Szene 2. Johann weiß, dass er der moralischen Ächtung im Dorf nicht entgehen kann. Als Christina mit einer Schüssel hereinkommt und ihn fragt, was passiert sei, erklärt er, dass er nach Briesen ziehen wolle. Seine Frau lässt erschrocken die Schüssel fallen.

### Neuntes Bild: Vor Neumühl
Szene 1. Levin und Marie wollen nun doch ihr Glück anderswo versuchen, da sie um ihre Sicherheit fürchten. Sie verabschieden sich von Habedank. Auch Weiszmantel zieht fort.
Szene 2. Korrinth und Nieswandt kommen mit einem Wagen voller Säcke entgegen. Sie erzählen, dass Johann aufgegeben und seine Mühle an Rosinke verkauft habe. Da letzterer von der Mühlenarbeit keine Ahnung habe und auch seine Gaststube nicht aufgeben wolle, sei ihm nicht anderes übrig geblieben, als die beiden gegen gute Bezahlung wieder einzustellen. Alle brechen in Gelächter aus.
Szene 3. Ein Unteroffizier sucht mit einigen Soldaten nach den Aufrührern Levin und Weiszmantel. Nieswandt und Korrinth leiten sie in die Irre: Sie selbst seien auf dem Weg nach Neumühl, wo sich die Gesuchten aufhalten. Die Soldaten helfen beim Transport der schweren Fuhre. Levin, Marie und Weiszmantel ziehen fröhlich davon, die Melodie des Lieds vom „großen Wunder“ summend.

## Gestaltung

### Instrumentation
Die Orchesterbesetzung der Oper enthält die folgenden Instrumente:
- Holzbläser: zwei Flöten (auch Piccolo), Altflöte (auch Piccolo), zwei Oboen (2. auch Englischhorn), zwei Klarinetten, Bassklarinette, Fagott
- Blechbläser: drei Hörner, drei Trompeten, drei Posaunen, Tuba
- Harfe
- Gitarre (auch E-Gitarre)
- Celesta, Klavier
- Pauken, Schlagzeug (vier Spieler): Xylophon, Vibraphon, Glockenspiel, drei Bongos, drei Tomtoms, drei  Tamburine, Becken, Tamtam, Gong, Triangel
- Streicher: zwölf Violinen 1, zehn Violinen 2, sechs Bratschen, sechs Violoncelli, fünf Kontrabässe
- Bühnenmusik: Trompete, Gong, Akkordeon, Violine

### Libretto
Für sein Libretto nutzte Ingo Zimmermann ausreichend Material der Handlung von Johannes Bobrowskis Roman, um der Oper eine fassliche dramatische Form zu geben. Ulrich Schreiber wies allerdings darauf hin, dass dafür „die delikate Balance zwischen Erzähler, Realitätsebenen und Wahrheitsgehalt“ der Vorlage aufgegeben wurde. Es fehle beispielsweise die „wichtige Außenseiterfigur“ des Malers Philippi. Trotzdem gibt es eine große Anzahl von Charakteren. Diese weiter zu verringern hätte Ernst Krause zufolge „die solidarische Kraft der Schwachen zu einem Sieg einiger weniger simplifiziert“.
Ingo Zimmermann musste einen Ausgleich zwischen zwei unterschiedlichen Arten von Humor finden – dem „Barock-Humor“ und „Spaß an den Unstimmigkeiten wie Absurditäten des Lebens“ der Vorlage auf der einen Seite, und dem „DDR-Humor“, der sich nur gegen die „richtigen“ Leute richten durfte, auf der anderen.:544 Er behielt insgesamt die „poetische Atmosphäre“ des Romans bei und verwandte auch einige der im Roman auftauchenden Lieder, wenn auch gelegentlich in abgewandelter Form.

### Musik
Auf typische Kennzeichen des Sozialistischen Realismus wie den positiv dargestellten Helden oder das glückliche Ende verzichtet die Oper. Auch handelt es sich nicht um eine „Folklore-Oper“, obwohl vor allem die einfachen Leute gelegentlich im Volksliedton charakterisiert werden. Zimmermann bemühte sich im Gegenteil, einen „allzu platten Musizierstil“ zu vermeiden. Leitmotivartig taucht vor allem Weiszmantels Lied vom „Großen Wunder“ immer wieder in unterschiedlichen Variationen auf. Zimmermann selbst äußerte sich über dessen Bedeutung in einem Artikel der Neuen Zeit folgendermaßen: „Mit ihm kommt das Recht zum Durchbruch, wenn es in der großen ,Wirtshaus-Schlacht‘ in Rosinkes Gaststube gleichsam als Begleitmusik der Niederlage des Mühlenbesitzers ertönt, der von den einfachen Leuten zur Tür hinausgeprügelt wird.“:544
Ein zweites wiederkehrendes musikalisches Thema repräsentiert den „Wunsch nach einem anderen Sein“. Es basiert auf einem litauischen Volkslied und taucht erstmals als „bukolisches Element“ im zweiten Bild (Levin und Marie) in der Altflöte auf. Außerdem erscheint es im sechsten Bild bei der Beschreibung von Levins Zukunftsplänen und im neunten Bild beim Abschied von Maries Vater und choralartig zum Abschluss der Oper.:548
Ein drittes Motiv ist aus der Zwölftonreihe Habedanks abgeleitet. Es hat tänzerischen Charakter und taucht immer dann auf, wenn die einfachen Leute an Selbstbewusstsein gewinnen – zuerst, als Weiszmantel und Habedank vereinbaren, das Lied gegen Johann anzuwenden, zuletzt bei Nieswandts und Korrinths Bericht über ihre Gehaltsverhandlungen mit dem neuen Mühlenbesitzer.:549
Die Reihentechnik der offiziell negativ besetzten Zwölftonmusik verwandte Zimmermann auch für tonale Themen, indem er deren Intervallverhältnisse auf konstruktive Weise nutzte.:549 Wie in Paul Dessaus Oper Puntila stehen tonale und atonale Elemente gleichberechtigt nebeneinander. In der Musik der Tauffeier im dritten Bild überlagern sich mehrere Schichten: ein deutscher Männerchor (D-Dur), Zigeunermusik (Des-Dur), die „gebundene Aleatorik“ des Orchesters und weitere Bestandteile reiben sich collagenartig aneinander. Zimmermann schrieb dazu: „[…] man erkennt, daß Verbrechen und Dummheit hier miteinander gepaart sind und diese erst jenes ermöglicht. So hilft die spezifische, hier sich auf Zitate stützende Musikdramaturgie, eine Gesellschaft zu entlarven.“:547f
Einige der typischen musikalische Formeln Zimmermanns sind Sigrid Neef zufolge „marcato-Schläge des Orchesters, Akkordballungen, grelle Breaks der Blechbläser, vokale Schichtungen, um Erregungskurven zu kennzeichnen“. Am Ende des siebten Bildes gipfelt das Lied vom „Großen Wasser“ in eine Chortoccata.:548f
Zur Verunsicherung beim Publikum führte die musikalische Anlage der Szene von Marie und Levin im zweiten Bild. Darin versuchte er, eine neue Möglichkeit zu finden, ein in Alltagssprache geführtes Gespräch musikalisch darzustellen, da die Form einer Arie oder eines Duetts hierfür nicht „ohne Zwang“ geeignet sei. Zum formstiftenden Element wurde der Instrumentalpart. Der gesangliche Dialog ist „ganz frei geführt, ohne jeden Taktstrich“. Darunter liegt die bereits erwähnte litauische Volksliedmelodie in der Altflöte, über die sich störend eine Zwölftonstruktur der Streicher bildet. Zimmermann äußerte sich darüber in einem Gespräch: „Es wirkt so, als würde in einen Raum, wo zwei Leute miteinander reden, immer mehr Rauch ziehen, und am Ende sehen sich die Leute gar nicht mehr, sie reden aneinander vorbei und schreien sich an.“

## Werkgeschichte
Levins Mühle ist nach Weiße Rose und Die zweite Entscheidung die dritte Oper der Brüder Udo und Ingo Zimmermann. Sie basiert auf dem 1964 gleichzeitig in beiden deutschen Staaten erschienenem Roman Levins Mühle. 34 Sätze über meinen Großvater von Johannes Bobrowski.:544
Die Oper war eine Auftragsarbeit der Dresdner Staatstheater. Nach ersten Vorüberlegungen über das Sujet im Dezember 1969 arbeitete Ingo Zimmermann zunächst anderthalb Jahre am Libretto. Dabei wurde der für die Uraufführung vorgesehene Regisseur Harry Kupfer bereits frühzeitig einbezogen.:544 Die Komposition entstand zwischen März 1971 und August 1972.
Im Vorfeld der Uraufführung gab es einige Probleme mit Interpreten und Kulturfunktionären. Beispielsweise kritisierte die Oberspielleiterin des Theaters Neustrelitz, Sieglinde Wiegand, dass „die Vorgänge in der Stückhandlung nicht sozial begründet, sondern allgemein menschlich“ seien.:550f Da die Erzählung in Bobrowskis Vorlage als Familiengeschichte dargestellt wird, fehlt eine starre ideologische Grenze zwischen Gut und Böse. Außerdem offenbarte der Roman die auch in der DDR fortdauernden antipolnischen und antisemitischen Tendenzen. Zimmermann musste einige taktische Erklärungen abgeben, um das Werk erfolgreich auf die Bühne bringen zu können.:550f
Die Uraufführung fand am 27. März 1973 im Großen Haus des Staatstheaters Dresden statt. Der Dirigent war Siegfried Kurz, Regie führte wie geplant Harry Kupfer. Auch das Ensemble bestand aus hervorragenden Sängern. Die Oper wurde vom Publikum und der Fachpresse sehr gut aufgenommen. Sie begründete Zimmermanns internationales Ansehen als zeitgenössischer Komponist.:550 Allein in Dresden gab es 26 Aufführungen.
Schon am nächsten Tag, dem 28. März 1973, wurde die Oper auch am Deutschen Nationaltheater Weimar gespielt. 1975 folgten das Stralsunder Theater, 1979 das Meininger Theater und 1980 das Städtische Theater Karl-Marx-Stadt. Gastspiele der Dresdner Staatsoper gab es 1974 in Leningrad, 1975 in Wiesbaden, 1976 in Prag (Festival Prager Frühling) und in Berlin (Berliner Festtage).:550 Nach dieser verhältnismäßig großen Zahl an Produktionen innerhalb weniger Jahre wurde es in der DDR wieder still um die Oper, woran wohl die bereits genannten kulturpolitischen Gründe die Schuld trugen. In Westdeutschland wurde sie erstmals 1975 unter der Regie von Kurt Horres an den Wuppertaler Bühnen gespielt. Weitere Aufführungen gab es in Hannover, Darmstadt, Bielefeld, Kassel, Düsseldorf und Braunschweig. Im Jahr 2000 gab es eine Neuproduktion in Leipzig (Dirigent: Michail Jurowski, Inszenierung: Alfred Kirchner, Bühne und Kostüme: Maria-Elena Amos).

## Aufnahmen
- 26. März 1973 – Siegfried Kurz (Dirigent), Harry Kupfer (Inszenierung),  Staatskapelle Dresden, Damen und Herren des Staatsopernchors Dresden.
 Wolfgang Hellmich (Levin), Günter Dreßler (Habedank), Helga Termer (Marie), Karl-Heinz Stryczek (Weiszmantel), Rolf Haunstein (Willuhn), Johannes Kemter (Nieswandt), Rolf Wollrad (Korrinth), Brigitte Pfretzschner (Tante Huse), Hajo Müller (Johann), Barbara Gubisch (Christina), Günter Neef (Fagin), Stephan Spiewok (Gustav), Heidemarie Bergmann (Gustavs Frau), Karl-Friedrich Hölzke (Pfarrer Glinski), Ruth Lange (Frau Glinski), Jürgen Hartfiel (Kaplan Rogalla), Armin Ude (Gastwirt Rosinke), Renate Biskup (Frau Rosinke), Konrad Rupf (Kreisrichter Nebenzahl), Karl-Heinz Koch (Justizsekretär Bonikowski), Horand Friedrich (Dorfgendarm Adam), Wolfgang Markgraf (Kossakowski), Evelyn Lippmann (Frau Kossakowski),  Karl Wüstemann (Tomaschewski).
 Voraufführung aus der Staatsoper Dresden.
 Übertragung im Rundfunk der DDR.[1]:553
- 1974 – Siegfried Kurz (Dirigent), Harry Kupfer (Inszenierung), Peter Friede (Bühnenbild und Kostüme), Jens Buhmann (Fernsehregie), Staatskapelle Dresden, Damen und Herren des Staatsopernchors Dresden.
 Besetzung wie bei der Voraufführung.
 Video, Gesamtaufnahme, live aus der Staatsoper Dresden.
 Produktion des Fernsehens der DDR,[1]:553 im Oktober 2003 auf Eins Festival ausgestrahlt.[9]
- 1974 – Siegfried Kurz (Dirigent), Walter Zimmer (Funkeinrichtung und Regie), Rundfunk-Sinfonieorchester Leipzig, Rundfunkchor Leipzig.
 Werner Haseleu (Weiszmantel), übrige Besetzung wie bei der Voraufführung.
 Gekürzte Fassung mit gesprochenen Zwischentexten.
 Produktion des Rundfunks der DDR.[1]:553
- 1974 – Siegfried Kurz (Dirigent), Rundfunk-Sinfonieorchester Leipzig, Rundfunkchor Leipzig.
 Besetzung wie bei der Rundfunkproduktion.
 Kurzfassung vom Komponisten, Ausschnitte aus der Rundfunkproduktion.
 Nova 885 119 (1 LP), edel 0094512BC (1 CD).[1]:553[10]